# Hans Rundgren
Hans Otto Fredrik Rundgren, född 23 juli 1912 i Sankt Matteus församling i Stockholms stad, död 12 april 1980 i Oscars församling i Stockholm, var en svensk militär.

## Biografi
Rundgren avlade reservofficersexamen 1937 och blev löjtnant vid Svea livgarde 1940. Han utnämndes till kapten i Intendenturkåren 1945 och tjänstgjorde vid Statens organisationsnämnd 1947–1949, varpå han var regementsintendent vid Svea artilleriregemente 1950–1954. Åren 1954–1958 tjänstgjorde han vid Arméstaben och befordrades 1956 till major. Han var stabsintendent vid staben i III. militärområdet 1958–1960. Han var chef för Mobiliserings- och tilldelningssektionen i Materielbyrån vid Arméintendenturförvaltningen 1960–1963. Åren 1963–1968 tjänstgjorde han vid Försvarets intendenturverk: som chef för Förrådssektionen i Förrådsbyrån 1963–1966 och som chef för Centralplaneringen 1966–1968. Han var emellertid tjänstledig från sin befattning 1966–1968. Under denna tid befordrades han till överstelöjtnant 1961 och till överste 1965. Han var därtill lärare vid Krigshögskolan och Militärhögskolan 1960–1965 samt expert i 1966 års militärförvaltningsutredning. Åren 1968–1972 var han chef för Planeringen i Intendenturmaterielförvaltningen vid Försvarets materielverk, från 1971 dock tjänstledig. Från 1974 var han direktör för Röda Korsets sjukhus. Rundgren är begravd på Galärvarvskyrkogården i Stockholm.

## Utmärkelser
- Riddare av första klass av Svärdsorden, 1957.[10]